# SereneAir
A SereneAir (em urdu:  سیرین ایئر‎) é uma companhia aérea privada do Paquistão que começou a operar serviços em janeiro de 2017. A SereneAir opera voos domésticos regulares dentro do Paquistão e seu primeiro voo internacional partiu para Sharjah, nos Emirados Árabes Unidos em 16 de março de 2021. 

## História
A Autoridade de Aviação Civil do Paquistão concedeu uma licença em março de 2016 que permitiu o estabelecimento da SereneAir. A companhia aérea recebeu sua primeira aeronave, um Boeing 737-800, em novembro de 2016. A companhia aérea iniciou suas operações em 29 de janeiro de 2017, uma semana após a obtenção do certificado de operador aéreo. O voo inaugural partiu de Islamabad para Karachi em 29 de janeiro de 2017. A Serene Air recebeu a primeira entrega do Airbus A330-200 em 27 de agosto de 2020.

### Assuntos Corporativos
A SereneAir é uma companhia aérea privada com sede em Islamabad. Em dezembro de 2019, seu CEO era o Air Vice Marshal(R) Muhammad Safdar Malik.

## Frota
Em abril de 2021, a SereneAir opera a seguintes frota de aeronaves. No entanto, a Serene está em negociações com a Emirates Airlines para obter aeronaves Airbus A380 em arrendamento com tripulação por 5 anos para a expansão de suas rotas. A380s serão usados em suas rotas europeias como a PIA, a transportadora nacional está lutando para atender a demanda:
| Aeronaves       | Em Serviço | Ordens | Notas |
| --------------- | ---------- | ------ | ----- |
| Airbus A330-200 | 3          | –      |       |
| Boeing 737-800  | 4          | –      |       |
| Total           | 7          | 0      |       |